# ムッラー・クレカル
ムッラー・クレカル（クルド語: مەلا کرێکار、翻字: Mela Krêkar、アラビア語: ملا كريكار、翻字: Mullā Krīkār、1956年7月7日 - ）は、イラク出身のクルド人イスラーム主義活動家で、サラフィー・ジハード主義組織アンサール・アル＝イスラムの創設者。

## 人物
イラクのクルド人自治区であるスレイマニヤ県の県都スレイマニヤで生まれた。1991年にイラクを出国し、ノルウェーで難民認定を受けた後、アンサール・アル＝イスラームを設立した。その後も度々イラクへ渡航し、アンサール・アル＝イスラームを指導していたとされる。ムッラー・クレカル本人は、2002年5月に同組織の指導者の座を降りたとしている。後に変遷を経てイスラム国となったアブー・ムスアブ・アッ＝ザルカーウィー率いるイラクの聖戦アル＝カーイダ組織（当時）は、アンサール・アル＝イスラームの斡旋によりフセイン政権崩壊後のイラクへ入ったとされる。なお、ムッラー・クレカルは別名であり、本名（出生名）はナジュムッディン・ファラジュ・アフマド（クルド語: نەجمەدین فەرەج ئەحمەد）である。
2019年に彼はリダ・ケゼルザデと結婚しました。

## 逮捕
ノルウェーの警察当局は2004年1月、対立する政治家の殺害容疑などでクレカルを逮捕したが、翌月の2月17日に処分保留で釈放した。また、自身の国外追放処分に言及したことを理由に、当時閣僚であったエルナ・ソルベルグに対し殺人予告（脅迫）を行ったため逮捕・収監され、同時にノルウェー政府から「国家安全保障上の脅威」として認知された。クレカルは2年10ヶ月の刑期を終え2015年1月末に出所したが、翌月2月ノルウェーの公共放送NRKのテレビ番組に出演した際、クレカルが刑期を終え出所する3週間ほど前にフランスで発生したシャルリー・エブド襲撃事件について「私はパリで起こった事について、明らかに満足している」「私たちの尊厳、私たちの原則と私たちの信仰に踏みにじる彼は、死ななければならない」「地球の人口の30％を尊重しない人間は、生きるに値しない」などと発言したことで、ノルウェーの警察当局によって再び逮捕された。クレカルが刑期を終える前、ノルウェーの警察当局は裁判所に対し、同氏をノルウェーの首都オスロから300マイル（約480km）離れた村（Kyrksæterøra）にある難民センターに軟禁する特別措置を求めたが、裁判所は「少なくとも2015年12月31日まで、ファラジュの権利において、ノルウェー国内を移動する自由、居住地を彼自身が選択する自由を優先しなければならない」として却下していた。

## 主張
ムハンマド風刺漫画掲載問題を巡る抗争の直後、ノルウェーの日刊紙ダグブラデットは、ムッラー・クレカルにインタビューを行っている。このインタビューにおいて同氏は、西側の思考方法は、古代ギリシャとローマから取り入れた物質主義、エゴイズム、野蛮さによって構成されているとし、この思考方法が、真のキリスト教を変えたとしている。この変化の一つの例として、西側のキリスト教が男性同士のセックス（同性愛）を認めていることを挙げている。同氏は「これをイエスは決して受け入れなかっただろう」と述べた。そして、他方の側にイスラムがあるとし、西側はキリスト教の品位を落とした手法と同じやり方でイスラムを圧倒し、それを変えようとしているとの見解を示した。これについて「文明間の戦争ということか」との質問に対して「違う。文明は一つしかない」とした上で、その一つの文明を巡っては、相異なる複数の思考方法があるとし、イスラムにおける我々の思考方法は、西側の思考方法とは反対側にあるとしている。また、今日において我々の思考方法が優勢になり、これが西側の思考方法よりも強力であることを自ら示しているとして、その理由として、イスラムは安定した基盤「一つの神」「一人の預言者」「一つのコーラン」「一つの伝承」を持っているとした。これが、西側の思考方法（を取る者たち）の間に憎悪を生み出し、敗者である西側による暴力の使用に至るとし、それが、イスラムに対する暴力と戦争であるとしている。なお、民主主義の拡大は口実に過ぎないとし、イスラムに対する攻撃を「手のようなものだ」とし、指の一本は、イラクとアフガニスタンにおける戦争であり、他の一本の指は、グアンタナモ湾におけるムスリムの投獄であり、三番目の指は、預言者ムハンマドの戯画の掲載であると述べた。また、我々は物事をあるがままに見なければならないとし、これらムハンマドの戯画は、西側の反イスラム軍事闘争の一部であるとの見解を示した。
また、イスラムの思考方法が西側の思考方法より強力だと言うが、それはどういうことかという問いに対し、我々には西側の思考方法に対する恐れはないし、西側の思考方法はイスラムの思考方法に勝てないとした上で、これら二つの思考方法はイラクで対立しているとした。イスラムの側にあるのは、死を愛し、信仰のために殉教しようと願う者たちであるとし、もう一方の側には、一日100ドルのために戦う兵士があると語った。イラクにおける米軍兵士の死者数は、西側の思考方法の失敗の証明であり、同じことはアフガニスタンにおいても言えるとし、2001年から2004年にかけて自爆攻撃は5件だったが、2005年には17件に激増したとしている。米国と同盟国の前線は小さくなる一方、イスラムは自らの前線を広げており、彼らはムスリムの心から信仰をはぎ取ろうと試みているが、それはうまくいかないだろうと述べた。そして、彼らはデンマークで戯画を掲載した（ムハンマド風刺漫画掲載問題）が、それはただ、イスラムの支援に人々が集結することを促す結果となり、この事実を私とムスリム全員が誇りにしているとし、彼らは我々を変えることができなかったが、我々が彼らを変えるのだとした。その一例として、欧州における人口の変化を挙げ「欧州のムスリムの数は、蚊のように増えている」「EU（欧州連合）諸国に住む西側女性の出産数は平均1.4人。一方、ムスリムの女性は3.5人だ」として「2050年までに、欧州の30パーセントはムスリムになるだろう」と述べた。
なお、「我々はビンラーディンに対する米国の発言に影響されていない」とした上で「なぜなら、彼らが言及している人物を、我々は知っているからだ。我々とビンラーディンは同一の目標のために、ただ異なった状況下で戦っているのだ」と述べた。「同一の目標」については、イスラム国家におけるイスラム統治であるとし、シーア派ムスリムはこの目標をイランで獲得しているとした。また、彼らは極めて強力であり、そのため西側はあえて攻撃しようとしないとした上で、イスラム国家の樹立こそが、我々と西側における力のバランスを維持し、永続的な平和を獲得することができる唯一の道であるとした。なお、この「同一の目標」の詳細について「目標はカリフ制国家（預言者が樹立したイスラム統治の再建）」だとした上で「我々のカリフは死に、そのため我々は孤児となった。したがって、ユダヤ人がダヴィド・ベン＝グリオン（初代イスラエル首相）の下で戦ったように、我々は我々自身の国家『真のイスラムの統治者が統治する国家の再建』のために戦っている」と述べた。なお、カリフ制国家における境界（国境）は問題でないとし、カリフ制国家の樹立という事態は生じ、その後次第に大きくなる、根本はイスラム統治であるとした。これこそ、アフガニスタンにおけるタリバンの統治を破壊した理由だったとし「（そのため）彼らはイスラム国家を恐れたのだ」と語った。また、誰が新たなカリフ制国家を統治すべきかとの問いに対して、聖職者である必要はないとし、立派な人物ならば誰でも良いとした。その「立派な人物」の例として、ビンラーディンとアイマン・ザワヒリを挙げた。なお、前者の2人が国際社会からテロリストとして扱われている現状について問われると「ユダヤ人指導者たちは、自らの国家（イスラエル）を持つ前まではテロリスト扱いだったはずだ」と反論した。
欧州に溶け込んで（文化的に同化して）生活しているムスリムについてどう思うかと問われると、彼らは選挙に参加してカール・ハーゲン（当時ノルウェー進歩党党首）やクリスティン・ハルヴォルセン（当時ノルウェー左派社会党党首）を選ぶことが出来るが、本質的に彼らは社会にとって何ら価値を持たないとした。シーア派がイランでイスラム国家を創ったように、我々が我々自身の国家を獲得する時、ムスリムは十分な政治的、経済的支配を持つだろうと述べた。また、ムハンマドの戯画の掲載を許す事と同じ表現の自由と宗教の自由はまた、あなた方ムスリムが自分たちの見解と信念を表明する最善の保護となるのではないかとの問いに対し、私はこの国（ノルウェー）の法律によって保護されているが、その法律は、ムスリムを特別に保護しているわけではないし、これらの戯画がそうであったような（反イスラム）攻撃からムスリムを保護できもしないとし、この事件における犠牲者は西側ではないのだと述べた。